# Бойченко Василь Юрійович
Васи́ль Ю́рійович Бо́йченко (14 січня 2001, с. Княжа Криниця — 9 вересня 2024, с. Погребки, Курська область) — капітан збройних сил України, учасник російсько-української війни, повний лицар ордена Богдана Хмельницького.

## Біографія
Народився 14 січня 2001 року в селі Княжа Криниця Черкаської області. З дитинства мріяв стати військовим і після 7-го класу вступив до навчально-оздоровчого комплексу Київського військового ліцею ім. Івана Богуна, який закінчив і одразу поступив у Військову академію м. Одеса.
Закінчив академію достроково та 5 березня 2022 року був направлений для подальшого проходження військової служби в 95 окрему десантно–штурмову бригаду, яка на той час виконувала бойові завдання поблизу населеного пункту Ізюм Харківської області. 9 квітня під час бойового зіткнення з російським агресором зазнав кульового поранення, надалі направлений на госпіталізацію. Попри заборону й попередження лікарів знову повернувся до своїх побратимів і далі боронив Батьківщину.
У складі 95-ї окремої десантно-штурмової бригади, разом із підрозділом капітан Василь Бойченко брав участь у звільненні населених пунктів: с. Долина Слов'янського району Донецької області, населенних пунктів Харківської області. Утримували від ворожих сил поблизу с. Синьківка Харківської області, с. Терни, с.Кліщіївка, м. Торецька Донецької області.
З 2 серпня 2024 року брав участь в боях на території Курської області, де біля с. Погребки Суджанського району при виконанні бойового завдання отримав поранення. Отримавши першу медичну допомогу, продовжував нести службу.
9 вересня 2024 року о 18:00 годині загинув поблизу села Погребки Суджанського району Курської області внаслідок влучання FPV дрону противника в автомобіль під час переміщення в районі зосередження противника.

## Нагороди
- Орден Богдана Хмельницького I ступеня (18 листопада 2024, посмертно) — за особисту мужність, виявлену у захисті державного суверенітету та територіальної цілісності України, самовіддане виконання військового обов'язку[1].
- Орден Богдана Хмельницького II ступеня (26 липня 2024) — за особисту мужність, виявлену у захисті державного суверенітету та територіальної цілісності України, самовіддане виконання військового обов'язку[2].
- Орден Богдана Хмельницького III ступеня (17 січня 2023) — за особисту мужність і самовідданість, виявлені у захисті державного суверенітету та територіальної цілісності України, вірність військовій присязі[3].
- Нагрудний знак «Знак пошани»
- Почесний нагрудний знак «Сталевий хрест»
- Почесний нагрудний знак Головнокомандувача ЗСУ «Срібний хрест»
- Іменна вогнепальна зброя